# یو جنوی
یو جنوی (انگلیسی: Yu Genwei؛ زادهٔ ۷ ژانویهٔ ۱۹۷۴) یک بازیکن فوتبال اهل جمهوری خلق چین است.